# Kundenfrequenzmessung
Maßnahmen zur Kundenfrequenzmessung (People Counting) werden vor allem im Einzelhandel und in Shoppingzentren durchgeführt, um Daten über Besucherströme, die Anzahl der Personen in Geschäften und deren Bewegungsrichtung zu ermitteln. Vor allem an Ein- und Ausgängen und auf Verkaufsflächen werden die Besucherfrequenz gemessen und Kundenlaufstudien durchgeführt, um auf Basis der Ergebnisse die Betriebseffizienz zu steigern. Über diesen traditionellen Einsatz hinaus wird die Personenzählung auch zur 
Ermittlung der Reichweite von Regalen, Displays und anderen Marketingaktionen verwendet, um die Rentabilität von Marketinginvestitionen messbar zu machen.

## Einsatzbereiche
Die Kundenfrequenzmessung wird im Wesentlichen für drei Einsatzgebiete genutzt.

### Personaleinsatzplanung und Kundenservice
Ist bekannt, an welchem Tag und zu welcher Uhrzeit welche Eingänge und Abteilungen besonders hoch frequentiert sind, lässt sich der Personaleinsatz bedarfsgerecht planen. Durch eine Auswertung in Echtzeit ist eine umgehende Anpassung des Personals an den unterschiedlichen Bedarf in den Abteilungen möglich. Auch der Einsatz des Kassenpersonals kann entsprechend dem erwarteten Kundenansturm effizienter organisiert werden.

### Erfolgsmessung von Werbung innerhalb des Geschäftes
Anhand der Reichweitenmessung kann der Tausenderkontaktpreis ermittelt werden:
- Tatsächliche Reichweite: Die Anzahl der Personen, die ihre Aufmerksamkeit tatsächlich auf ein Display oder Regal richten, wird gezählt. Personen, die das Display oder Regal nur passieren oder ihm den Rücken zuwenden, werden nicht berücksichtigt.

- Gesamte Reichweite: Die Anzahl aller Passanten, inklusive solcher ihre Aufmerksamkeit tatsächlich auf das Display oder Regal richten sowie solcher, die nur daran vorbeigehen, wird gezählt. Dadurch lässt sich die Wirksamkeit eines Displays/Regals auswerten: erreicht es eine hohe Gesamte Reichweite, jedoch nur eine niedrige Tatsächliche Reichweite, erregt die es nicht genügend Aufmerksamkeit. Wird nur eine niedrige Gesamte Reichweite erreicht, sollte die Positionierung des Displays bzw. die Organisation des Regals neu überdacht werden.

### Energiemanagement
Mit der Kenntnis über die Anzahl der Personen auf einzelnen Verkaufsflächen wächst auch die Möglichkeit, den Energieeinsatz bedarfsgerecht anzupassen. Heizung, Klimaanlage und Lüftung können so entsprechend der Personendichte auf Verkaufsflächen angepasst werden.

## Technologien
Diverse Techniken lassen sich zur Kundenfrequenzmessung nutzen.

### Videoanalyse
Personen werden aus der „Vogelperspektive“ gezählt. Entsprechend verdecken sie sich beim Passieren eines Eingangsbereiches nicht, so dass die wirkliche Anzahl an Personen gezählt wird. Der Einsatz in dichten Menschenmengen, großen Eingangsbereichen oder auf unübersichtlichen Flächen ist daher möglich. Es wird eine hohe Zählqualität erreicht. Videobasierte Messverfahren sind aufgrund der Lichtsensibilität nur im Innenbereich anwendbar.

### Handzählung
Automatische Handzähler eignen sich vor allem für den kurzfristigen Einsatz auf Projektbasis, da sie mobil und flexibel einsetzbar sind. Bei größeren Menschenmengen, breiten Eingängen oder unübersichtlichen Flächen ist diese Form der Zählung jedoch nicht einsetzbar. 

### Lichtschranken
Auch bei schlechten Lichtverhältnissen, Regen, Schatten oder Dunkelheit ist die automatische Zählung mittels Lichtschranken einsetzbar. Ein Nachteil ist, dass zwei Personen, die gleichzeitig die einfache Mono-Strahl-Schranke passieren, als nur eine Person gezählt werden, und dass die Bewegungsrichtung nicht erkannt wird. Bei breiten Eingangsbereichen oder unübersichtlichen Flächen ist diese Methode daher nicht immer geeignet. Die Bewegungsrichtung der Personen kann mit unidirektionalen nicht, jedoch mit bidirektionalen Mehrstrahl-Systemen erfasst werden. Intelligente Mehrstrahl-(Lichtschranken)Systeme können sehr gut Personen vereinzeln. Daher ist eine pauschale Aussage hinsichtlich der Ungenauigkeit von Lichtschranken fehlerhaft.

### Laserschranken
Ähnlich der Lichtschranke ist die Laser-Frequenzmessung unempfindlich gegenüber Lichtbedingungen, also für den Einsatz im Außenbereich geeignet. Die Nachteile liegen auch hier in der Zählgenauigkeit bei breiten Eingängen oder unübersichtlichen Bereichen, wenn mehrere Personen gleichzeitig erfasst werden müssen. Nebeneinander gehende Personen werden als eine Person gezählt. Die Bewegungsrichtung der Personen kann ebenfalls nicht erfasst werden.